# Speckdäne
Speckdäne ist eine abwertende Bezeichnung (Ethnophaulismus) für Angehörige der dänischen Minderheit in Südschleswig. Der Begriff unterstellt, dass die verstärkte Hinwendung zur dänischen Volksgruppe nach den beiden Weltkriegen allein durch Lebensmittelpakete aus Dänemark und somit ausschließlich durch materielle Beweggründe oder wirtschaftliche Vorteile veranlasst sei. Die Betroffenen werden damit als „Separatisten aus niederen Beweggründen“ denunziert. Das Wort entstand zur Zeit der Volksabstimmung in Schleswig 1920 als Teil der deutschen Propaganda vor dem Hintergrund der damals stärkeren dänischen Wirtschaft.
Nach dem Zweiten Weltkrieg kam es in Südschleswig zum Teil auch zu Vandalismus an dänischen Einrichtungen. Plakate mit der Aufschrift „Speckdäne“ zeigten teilweise deutliche Parallelen zu den antijüdischen Plakaten aus der Zeit des Nationalsozialismus. Einen Höhepunkt erreichten die Ausschreitungen, als in der Nacht vom 20. auf den 21. September 1952 zahlreiche Einrichtungen der dänischen Minderheit mit Parolen beschmiert wurden, in denen immer wieder das Schimpfwort „Speckdäne“ auftauchte. Unter anderem wurde die damalige dänische Schule in Schwabstedt (dän. Svavsted) mit einem Totenkopf und dem Satz Das sind Speckdänen beschmiert.
Historisch ist zu bemerken, dass die Größe der dänischen Bevölkerung im Süden Schleswigs immer wieder schwankte. Wurde noch in der frühen Neuzeit etwa bis zu einer Linie Husum-Schleswig Dänisch gesprochen, rückte die Sprachgrenze bald weiter nach Norden. Nach dem Deutsch-Dänischen Krieg 1864 kam Schleswig zu Preußen, die Möglichkeiten dänischer Kultur- und Bildungsarbeit wurden durch eine repressive staatliche Kulturpolitik stark eingeschränkt. Bei der Volksabstimmung 1920 stimmten in der zweiten Abstimmungszone (im nördlichen Südschleswig) 51.742 (80,2 %) für Deutschland und 12.800 (19,8 %) für Dänemark. Die dänische Volksgruppe in Südschleswig umfasste zu Beginn der Weimarer Republik etwa 20.000 Menschen. Der Schleswigsche Verein hatte 1923 8.893 Mitglieder; gegen Ende der NS-Diktatur war diese Zahl auf 2.728 gesunken. Nach dem Zweiten Weltkrieg stiegen die Zahlen jedoch wieder an und erreichten im Jahr 1947 sogar 75.000. Auch die Stimmen für dänische Parteien bei politischen Wahlen waren Schwankungen unterworfen. Der Südschleswigsche Verein hat heute beispielsweise 13.000 Mitglieder.